# Gangshantou
Gangshantou är en socken i Kina. Den ligger i provinsen Shandong, i den östra delen av landet, omkring 270 kilometer sydost om provinshuvudstaden Jinan.
Genomsnittlig årsnederbörd är 978 millimeter. Den regnigaste månaden är juli, med i genomsnitt 292 mm nederbörd, och den torraste är januari, med 9 mm nederbörd.